# Lucas Silva (futebolista)
Lucas da Silva de Jesus, mais conhecido como Lucas Silva (Rio de Janeiro, 30 de janeiro de 1998), é um futebolista brasileiro que atua como ponta-esquerda. Atualmente está sem clube.

## Carreira

### Início
Nascido no bairro de Santa Cruz, filho de um pai mototaxista e mãe empregada doméstica, Lucas vem de uma família humilde. Começou sua carreira no União de São João de Meriti e como às vezes seus pais não tinham dinheiro para duas passagens, seu pai o colocava em uma van e Lucas ia sozinho para o local. Chegou ao Flamengo em 2010 junto com mais alguns outros companheiros de time. Esteve no elenco que se sagrou campeão da Copa São Paulo de Futebol Júnior de 2018, ao vencer o São Paulo na final por 1–0 em 25 de janeiro.

### Flamengo
Sua estreia pelo time profissional do Flamengo, foi na vitória por 2 a 0 sobre o Volta Redonda, na estreia do Carioca de 2018, jogo em que foi usado o time sub-20 para dar um tempo de preparação maior ao time principal oficial. Lucas inclusive marcou o 1º gol do Flamengo na partida e seu 1º profissional, aos 34 minutos e se emocionou. Pepê marcou o 2º e da vitória.
Seu 2º e último gol pelo Flamengo foi o da vitória por 1 a 0 contra o Vasco, válido pela 2ª rodada do Campeonato Carioca de 2020. Ao todo, fez 22 partidas e marcou dois gols com a camisa do rubro-negro.

### Paços de Ferreira
Sem espaço no Flamengo, teve seu contrato rescindido e assinou com o Paços de Ferreira, de Portugal, por três temporadas. O valor da venda não foi divulgado. Fez seu 1º gol pelo clube em 9 de agosto, na vitória de 2 a 0 sobre o Famalicão na 1a rodada da Primeira Liga.
Fez o gol de seu clube na vitória por 1 a 0 sobre o Tottenham, válido pelo jogo de ida dos playoffs da Liga Conferência Europa da UEFA de 2021–22, nova competição criada pela UEFA na temporada. Ao todo, atuou em 49 partidas e fez quatro gols pelo clube.

### Avaí
Foi anunciado como novo reforço do Avaí em 18 de outubro de 2022 e assinou até 2023, com o clube catarinense adquirindo 60% do passe.

## Estatísticas
Atualizadas até 26 de outubro de 2022.[carece de fontes?]

### Clubes
| Equipe            | Temporada         | Campeonato nacional | Campeonato nacional | Campeonato nacional | Copa nacional | Copa nacional | Copa nacional | Competições continentais | Competições continentais | Competições continentais | Outros torneios | Outros torneios | Outros torneios | Total | Total | Total   |
| Equipe            | Temporada         | Jogos               | Gols                | Assist.             | Jogos         | Gols          | Assist.       | Jogos                    | Gols                     | Assist.                  | Jogos           | Gols            | Assist.         | Jogos | Gols  | Assist. |
| ----------------- | ----------------- | ------------------- | ------------------- | ------------------- | ------------- | ------------- | ------------- | ------------------------ | ------------------------ | ------------------------ | --------------- | --------------- | --------------- | ----- | ----- | ------- |
| Flamengo          | 2018              | —                   | —                   | —                   | —             | —             | —             | —                        | —                        | —                        | 2               | 1               | 0               | 2     | 1     | 0       |
| Flamengo          | 2019              | 9                   | 0                   | 0                   | —             | —             | —             | 2                        | 0                        | 0                        | 5               | 0               | 0               | 16    | 0     | 0       |
| Flamengo          | 2020              | —                   | —                   | —                   | —             | —             | —             | 0                        | 0                        | 0                        | 4               | 1               | 0               | 4     | 1     | 0       |
| Flamengo          | Total             | 9                   | 0                   | 0                   | 0             | 0             | 0             | 2                        | 0                        | 0                        | 11              | 2               | 0               | 22    | 2     | 0       |
| Paços de Ferreira | 2020–21           | 6                   | 0                   | 0                   | 1             | 0             | 0             | 0                        | 0                        | 0                        | —               | —               | —               | 7     | 0     | 0       |
| Paços de Ferreira | 2021–22           | 33                  | 3                   | 0                   | 4             | 0             | 1             | 4                        | 1                        | 0                        | —               | —               | —               | 41    | 4     | 1       |
| Paços de Ferreira | 2022–23           | 1                   | 0                   | 0                   | —             | —             | —             | —                        | —                        | —                        | –               | –               | –               | 1     | 0     | 0       |
| Paços de Ferreira | Total             | 10                  | 1                   | 0                   | 2             | 0             | 1             | 4                        | 0                        | 0                        | 0               | 0               | 0               | 49    | 4     | 1       |
| Total na carreira | Total na carreira | 19                  | 1                   | 0                   | 2             | 0             | 1             | 6                        | 0                        | 0                        | 11              | 2               | 0               | 71    | 6     | 1       |

- a. ^ Jogos da Copa do Brasil, Taça da Liga e Taça de Portugal
- b. ^ Jogos da Copa Libertadores da América e Liga Conferência Europa da UEFA
- c. ^ Jogos do Campeonato Carioca

## Títulos
Flamengo
- Copa Libertadores: 2019[13]
- Campeonato Brasileiro de Futebol: 2019[carece de fontes?]
- Campeonato Carioca: 2019, 2020[carece de fontes?]